# Rio Eurotas
Eurotas (em grego: Εὐρώτας; romaniz.: Eurótas) é o principal rio da Lacônia e um dos principais rios do Peloponeso, na Grécia. As nascentes do rio estão localizadas logo a noroeste da fronteira entre Lacônia e Arcádia, em Escortsinos. Também é alimentado por nascentes subaquáticas em Pelene e por afluentes que descem dos montes Taígeto e Parnão, que flanqueiam o Vale do Eurotas a oeste e leste, respectivamente. O rio tem 82 quilômetros (51 milhas) de comprimento, fluindo na direção norte-sul e desaguando no golfo da Lacônia. Sua bacia de drenagem é de 2 239 quilômetros quadrados (864 milhas quadradas).